# 내호아
내호아(중국어 간체자: 来护儿, 정체자: 來護兒, 병음: lái hù Ní, ? ~ 618년)는 수나라의 군인이다. 강도 출신이고 자는 선숭(崇善)이다.
진나라 해릉현령 내법민(来法敏)의 아들로 태어났다. 후한의 중랑장 내흡의 후손이다. 어려서 고아가 되어 백모 오씨가 양육했다.
성장한 내호아는 백부의 원수인 도무자(陶武子)를 살해하고 그 목을 백부의 무덤에 바쳤다. 이후 장강 유역의 백토촌(白土村)에 정착했다. 581년 하약필이 광릉에 주둔하자 내호아는 그 밑에서 간첩을 맡아 대도독(大都督)에 임명되었다.
양제가 즉위한 직후 우효위대장군(右驍衛大将軍)으로 임명되어 고구려 원정에 참여하였다. 612년 제1차 고구려 원정 당시 평양도해군총관(平壌道行軍総管)으로서 해군을 이끌고 대동강 하구에 상륙, 평양에서 60리 지점에 이르렀다. 고구려 영양왕의 동생 고건무가 이끄는 군대에게 유인되어 평양성 아래까지 육박하였다가 전멸에 가까운 대패를 당했다. 그 후 내호아는 우문술 등이 이끄는 육군이 패배했다는 것을 알고 군대를 돌렸다. 613년 재차 원정에 종군했으나 양현감이 난을 일으켜 회군, 우문술과 함께 이를 토벌하고 영국공(栄国公)에 봉해졌다. 614년 3차 원정 때 해군을 이끌고 바다를 건너 요동반도에 상륙, 비사성을 함락시키고 방어하던 고구려군 천여 명의 목을 베었다. 고구려측은 오랜 전쟁을 멈추고자 과거 고구려에 항복한 수나라 병부시랑 곡사정의 신병을 수양제에게 넘기고 화의를 청했다. 양제는 이를 받아들이고 내호아에게 철수를 명했다. 내호아는 명령을 따르지 않고 전쟁을 계속하려 했으나, 다른 장수들의 반대가 심하여 어쩔 수 없이 철수했다.
617년 좌익위대장군(左翊衛大将軍) 개부의동삼사(開府儀同三司)가 되었다. 618년 양제가 우문화급에게 살해될 때 내호아도 함께 살해되었다.